# Мельс (Лихтенштейн)
Мельс (нем. Mäls) — деревня в Лихтенштейне. Расположена в общине Бальцерс на крайнем юго-западе страны. Западнее деревни протекает река Рейн.
Юго-восточнее Мельса расположена деревня Бальцерс. С момента образования общины Бальцерс в 1808 году обе деревни стали развиваться как два района одного населённого пункта.

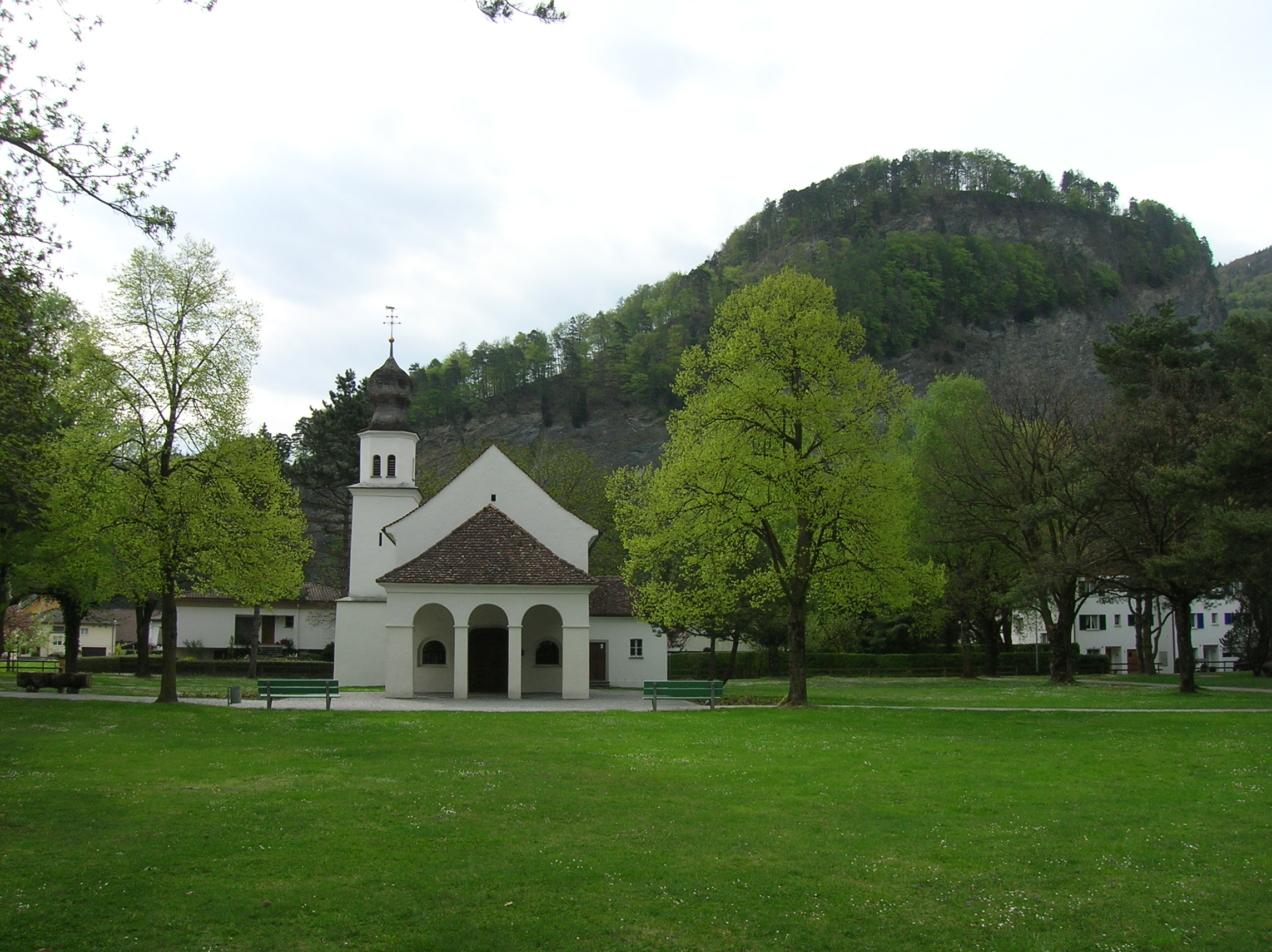
Часовня в Мельсе